# Robin Dahlstrøm
Robin Dahlstrøm eller Robin Dahlström, född 29 januari 1988, är en norsk före detta professionell ishockeyspelare som tidigare har spelat för bland annat IF Troja-Ljungby, Örebro HK och AIK Ishockey.
Han blev norsk mästare med Sparta Warriors och Storhamar. 

## Klubbar
- Frisk Asker (2004/2005–2009/2010)
- Sparta Sarpsborg (2010/2011)
- IF Troja-Ljungby (2011/2012–2012/2013)
- Örebro HK (2013/2014–2014/2015)
- Djurgården Hockey (2013/2014) lån
- HC Vita Hästen (2014/2015)  Lån
- Lørenskog IK (2015/2016–)
- AIK Ishockey (2016/2017)